# Bomaanslag in Pesjawar op 9 juni 2009
Op 9 juni 2009 vond een bomaanslag plaats in het luxueuze Pearl Continental Hotel in de Pakistaanse stad Pesjawar. Hierbij kwamen 18 personen om het leven en raakten minstens 46 mensen gewond. Een bomauto reed het hotel in en liet daar 500 kilogram springstof ontploffen. Door de klap van de ontploffing stortte een deel van het hotel in.
De terroristen waren met een autobom door de veiligheidsversperring geraakt en bliezen zich op binnen de muren van het hotel. Twee van de doden waren buitenlanders, een Serviër en een Filipino - die voor de Verenigde Naties werkten. Twee weinig bekende militante moslimgroepen eisten de aanslag op, de Fedayeen al-Islam en 
de Abdullah Azzambrigade.

## Internationale reacties
- Pakistan - Farahnaz Ispahani, woordvoerder van de Pakistaanse president Asif Ali Zardari en parlementslid, reageerde door te zeggen: "Dit is wat men krijgt, maar we geven niet op." Hiermee doelde hij op de strijd tegen de Taliban en het moslimextremisme.[5]
- Verenigde Naties – Ban Ki-moon, secretaris-generaal van de Verenigde Naties, veroordeelde de aanslag fel. Hij noemde het de daad een afschuwelijke terroristische aanslag, die niet gerechtvaardigd kan worden.[6]